# 1871 dans le catholicisme
Chronologie du catholicisme
- 1867
- 1868
- 1869
- 1870
- 1871
- 1872
- 1873
- 1874
- 1875

Cet article présente les faits marquants de l'année 1871 dans le catholicisme.

## Évènements
- 17 janvier : Apparition mariale de Pontmain
- 11 mars : Encyclique Ubi Prima de Pie IX sur les églises schismatiques de Constantinople à la suite de la publication de « Reversurus » le 12 juillet 1867
- 23 mars : Saint Alphonse de Liguori est proclamé Docteur de l'Église par Pie XI[1].
- 17 avril : le théologien allemand Ignaz von Döllinger est excommunié pour avoir mis en doute l’infaillibilité du pape.
- 15 mai : Encyclique Ubi Nos de Pie IX, remerciement des fidèles pour leur comportement lors de la suspension du concile Vatican I
- 24 mai : A Paris, pendant la Commune, assassinat de six otages dont l'archevêque de Paris, Mgr Darboy.
- 26 mai : A Paris, pendant la Commune, massacre de la rue Haxo.
- 4 juin : Encyclique Beneficia Dei de Pie IX, sur la suspension du concile Vatican I et les persécutions de l'Église de France
- 13 juin : Canonisation de Maxime de Naples, évêque du IVe siècle
- 5 août : Encyclique Saepe, Venerabiles de Pie IX, sur les persécutions dont étaient victimes les états pontificaux

- En Allemagne, début du Kulturkampf

## Naissances
- 19 janvier : Ludwig Maria Hugo, prélat allemand, évêque de Mayence († 30 mars 1935)
- 12 janvier : Bienheureux Gaspard Stanggassinger, prêtre rédemptoriste allemand († 26 septembre 1899)
- 6 février : Paul Joüon, prêtre jésuite français membre de l'Institut biblique pontifical († 18 février 1940)
- 4 mars : Henri Delépine, prêtre, enseignant, éditeur, maître de chapelle et compositeur français († 29 mars 1956)
- 16 mars : Albertine Duhamel, fondatrice des Guides de France († 5 janvier 1937)
- 26 mars : Bienheureuse Assunta Marchetti, religieuse missionnaire italienne († 1er juillet 1948)
- 13 avril : Bienheureux Jurgis Matulaitis, prélat polono-lituanien, évêque de Vilnius († 19 janvier 1927)
- 28 avril : Gustave Arnaud d'Agnel, prêtre et historien français († 16 août 1952)
- 1er mai : Fidelis von Stotzingen, religieux bénédictin allemand († 9 janvier 1947)
- 9 mai : Pietro Boetto, cardinal italien, archevêque de Gênes, Juste parmi les nations († 31 janvier 1946)
- 29 juin : Ange-Marie Hiral, prélat et missionnaire français au Québec et en Afrique, vicaire apostolique du canal de Suez et évêque titulaire de Sululos († 18 janvier 1952)
- 5 juillet : Miguel Asín Palacios, prêtre, écrivain et islamologue espagnol († 12 août 1944)
- 7 juillet : Norbert-Georges-Pierre Rousseau, prélat français, évêque du Puy-en-Velay († 2 octobre 1939)
- 9 juillet : Auguste-Léopold Huys, prélat et missionnaire belge, vicaire apostolique coadjuteur du Haut-Congo et évêque titulaire de Rusicade (de) († 8 octobre 1938)
- 25 juillet : Enrico Gasparri, cardinal italien de la Curie († 20 mai 1946)
- 26 juillet : Bienheureux Valentín Palencia, prêtre espagnol, martyr († 15 janvier 1937)
- 3 août : Matthias Ehrenfried, prélat allemand, évêque de Wurtzbourg († 30 mai 1948)
- 16 août : Léon Girod, prélat et missionnaire français, vicaire apostolique de Loango et évêque titulaire d'Obba (de) († 13 décembre 1919)
- 2 septembre : Jean Louveau, missionnaire français en Afrique († 4 avril 1906)
- 14 septembre : Karl Joseph Schulte, cardinal allemand, archevêque de Cologne († 11 mars 1941)
- 15 septembre : Aloys de Löwenstein-Wertheim-Rosenberg, président du Comité central des catholiques allemands de 1920 à 1948 († 25 janvier 1952)
- 17 septembre : Luca Ermenegildo Pasetto, prélat italien, dernier patriarche latin d'Alexandrie († 22 janvier 1954)
- 20 septembre : Julien Rouquette, prêtre, historien des religions et archiviste français († 12 décembre 1927)
- 9 octobre : 
  - Georges Gauthier, prélat québécois, archevêque de Montréal († 31 août 1940)
  - Marie Kugel, écrivaine, journaliste et militante anarchiste catholique française († 12 mars 1906)
- 1er octobre : Francesco Marchetti-Selvaggiani, cardinal italien de la Curie († 13 janvier 1951)
- 18 octobre : Dun Karm Psaila, prêtre et poète maltais, auteur de l'hymne national de Malte († 13 octobre 1961)
- 4 novembre : Charles Charlebois, prêtre et chef nationaliste québécois († 5 octobre 1945)
- 7 novembre : Pierre Rivière, prélat français, évêque de Monaco († 7 novembre 1961)
- 16 novembre : Marie des Anges, religieuse italienne, fondatrice des Carmélites de Sainte Thérèse, vénérable († 7 octobre 1949)
- 18 novembre : Robert Hugh Benson, prêtre anglican puis catholique et écrivain britannique († 19 octobre 1914)
- 26 novembre : Luigi Sturzo, prêtre et homme politique italien († 8 août 1959)
- 6 décembre : Adam Hefter, prélat allemand, évêque de Gurk († 9 janvier 1970)
- 18 décembre : Henri Caumont, prélat et missionnaire français, évêque d'Ajmer († 4 avril 1930)
- 27 décembre : Louis de Lacger, prêtre et historien français († 4 janvier 1961)

## Décès
- 3 janvier : Saint Kuriakose Elias Chavara, religieux indien de rite syro-malabar (° 10 février 1805)
- 20 janvier : Hermann Cohen, prêtre carme, pianiste et compositeur allemand (° 10 novembre 1820)
- 21 janvier : Jean-Marie Doney, prélat français, évêque de Montauban (° 25 novembre 1794)
- 29 janvier : Jules Level, prélat français converti du judaïsme (° 20 septembre 1802)
- 2 février : Jean-Baptiste Boone, prêtre jésuite et prédicateur belge (° 30 octobre 1794)
- 7 février : Bienheureuse Eugénie Smet, religieuse française, fondatrice des Auxiliatrices (° 25 mars 1825)
- 12 février : Eugène Charles Miroy, prêtre français, résistant durant la guerre de 1870, exécuté (° 24 novembre 1828)
- 27 février : Bienheureux Joseph Tous y Soler, religieux capucin espagnol (° 31 mars 1811)
- 12 mars : Pierre-Julien Pichon, prélat et missionnaire français, vicaire apostolique du Sétchouan Méridional et évêque titulaire d'Hélénopolis-en-Bithynie (de) (° 8 septembre 1816)
- 28 mars : Pierre Wirth, tertiaire franciscain allemand (° 15 octobre 1830)
- 8 avril : Benoît-Agathon Haffreingue, prêtre et architecte autodidacte français (° 4 juillet 1785)
- 9 avril : Marcelle Mallet, religieuse canadienne, fondatrice des Sœurs de la charité de Québec, vénérable (° 26 mars 1805)
- 24 mai : 
  - Georges Darboy, prélat français, archevêque de Paris, fusillé par les communards (° 16 janvier 1813)
  - Gaspard Deguerry, prêtre français, fusillé par les communards (° 27 décembre 1797)
- 26 mai : 
  - Anatole de Bengy, prêtre jésuite français, fusillé par les communards (° 19 septembre 1824)
  - Pierre Olivaint, prêtre jésuite français, fusillé par les communards (° 22 février 1816)
  - Henri Planchat, prêtre français, fusillé par les communards (° 8 novembre 1823)
- 27 mai : 
  - Jean-Baptiste Houillon, prêtre et missionnaire français, fusillé par les communards (° 3 décembre 1825))
  - Auguste-Alexis Surat, prêtre français, fusillé par les communards (° 27 février 1804)
- 6 juin : Louis-Auguste Delalle, prélat français, évêque de Rodez (° 9 octobre 1800)
- 10 juillet : Amand-René Maupoint, prélat français, évêque de Saint-Denis de la Réunion (° 6 décembre 1810)
- 24 juillet : René-Nicolas Sergent, prélat français, évêque de Quimper (° 12 mai 1805)
- 26 juillet : François-Augustin Delamare, prélat français, archevêque d'Auch (° 9 septembre 1800)
- 28 juillet : Modeste Demers, prélat et missionnaire canadien, premier évêque de l'île de Vancouver  (° 11 octobre 1809)
- 7 août : Bienheureux Edmond Bojanowski, laïc polonais, fondateur des Servantes de l'Immaculée Conception (° 14 novembre 1814)
- 26 novembre : Théodore Ryken, religieux néerlandais, fondateur des Frères de Saint-François-Xavier (° 30 août 1797)
- 21 décembre : Jean-Baptiste Pompallier, prélat et missionnaire français, évêque d'Auckland (° 11 décembre 1801)
- 22 décembre : Enrico Orfei, cardinal italien, archevêque de Ravenne (° 23 octobre 1800)
- 29 décembre : Frederick Rese, prélat américain d'origine allemande, évêque de Détroit (° 23 mars 1833)